# 克利諾韋
49°10′25″N 26°22′39″E / 49.17361°N 26.37750°E
克利諾韋（烏克蘭語：Клинове）是位於烏克蘭西部的村莊，由赫梅利尼茨基州裡赫梅利尼茨基區的薩塔尼夫市鎮負責管轄。該村始建於1565年，面積6.33平方公里，海拔高度313米，201x年人口2,364，人口密度每平方公里373.46人。